# Gino Soccio
Gino Soccio (* 1955 in Montreal, Québec) ist ein kanadischer Disco-Produzent, unter anderem der Band Witch Queen. Außerdem war er Ende der 1970er Jahre Autor des Trash-Romans The Visitors. Er lebt heute in Québec.

## Diskografie
Alben
- 1979: Outline (CA: Gold)[1]
- 1980: S-Beat
- 1981: Closer
- 1982: Face to Face
- 1984: Remember

Singles
- 1979: Dancer (CA: Gold)
- 1981: Try It Out
- 1982: It’s Alright